# Sciablatta agrestis
Sciablatta agrestis är en kackerlacksart som beskrevs av Rocha e Silva 1972. Sciablatta agrestis ingår i släktet Sciablatta och familjen småkackerlackor. Inga underarter finns listade i Catalogue of Life.